# Celleporella catenifera
Celleporella catenifera är en mossdjursart som beskrevs av Norman 1894. Celleporella catenifera ingår i släktet Celleporella och familjen Hippothoidae. Inga underarter finns listade i Catalogue of Life.